# Melbourne Knights
Melbourne Knights is een Australische voetbalclub uit Melbourne in de staat Victoria. De club speelde jaren in de National Soccer League. Na de opheffing van deze competitie in 2004 speelt Melbourne Knights in de Victorian Premier League. De clubkleuren zijn rood en wit. Het thuisstadion van Melbourne Knights is het Melbourne Croatia Sports Centre, dat een capaciteit van 15.000 plaatsen heeft.
De club werd in 1953 als Melbourne Croatia opgericht door Kroatische immigranten. In 1996 veranderde de clubnaam in Melbourne Knights, aangezien de Australische voetbalbond etnische namen van voetbalclubs verbood. De Kroatische achtergrond van de club speelt echter vandaag de dag nog steeds een prominente rol: veel supporters en ook spelers zijn van Kroatische afkomst, evenals de huidige voorzitter en trainer.

## Erelijst
- National Soccer League

1995, 1996

## Bekende (oud-)spelers
- Branko Čulina
- Joey Didulica
- Frank Jurić
- Edi Krnčević
- Adrian Leijer
- Josip Šimunić
- Danny Tiatto
- Mark Viduka